# Grimsta och Lundvreten
Grimsta och Lundvreten är en av SCB avgränsad och namnsatt småort i Uppsala kommun. Småorten omfattar en utdragen bebyggelse söder om Fjuckby och cirka en kilometer norr om Ärentuna kyrka i Ärentuna socken. 
Småorten består dels av utjordsområden tillhöriga byn Grimsta, belägen någon kilometer söderut, platsen för torpen Skogstorp och Lundvreten på byn Koljes ägor, det senare har även kommit att namnge annan bebyggelse samt torpet Hammarskog på Fjuckbys ägor, som även det kommit att namnge kringliggande bebyggelse. 